# 平均故障間隔
平均故障間隔（へいきんこしょうかんかく、Mean Time Between Failure(s)、MTBF）とは、機械システムや情報システムなどの信頼性（Reliability）をあらわす指標である。
後述の通りMTBFの算出方法では磨耗や経年劣化を考慮しないため、耐用年数とは必ずしも一致しないことに注意が必要である。

## 概要
MTBFは故障から次の故障までの平均的な間隔を表している。言い換えると連続稼働できる時間の平均値である。MTBFの数値が大きいほど信頼性の高いシステムである。故障率はこの値の逆数で、故障率 = 1 / MTBFとなる。

故障しても修理することで再使用できる修理系システムに用いられる語であり、修理できない非修理系では平均故障時間 （Mean Time To Failure、略称:MTTF）が用いられる。
MTBFは耐用年数をあらわす指標としては有用ではない。MTBFは、後述の通り算出方法が故障率が時間に対して一定となる時間領域（バスタブ曲線の底）を前提としており、耐用寿命に相当する摩耗型の故障（故障率が時間で増加する時間領域）は一般に議論しないためである。寿命や耐用年数を算出するには加速劣化試験などに頼らねばならない。
それでもなおMTBFはシステムや部品の信頼性をカタログ上などで簡潔に、ひとつの値として表現できる事に利点がある。

## 種類
MTBFには連続動作時（CCS)と間欠動作時（ICAS）の2種類がある。通常CCSの方が条件が厳しくMTBFが短くなるが、蛍光灯・HDD・ブラウン管テレビ・自動車（発進加速時）・飛行機（離陸時・与圧時）などでは起動時に大きい負荷をかけるためCCSよりICASの方がMTBFが短くなることがある。
原子炉（停止時）・高炉（停止時）・飛行機（着陸時）・コンピュータ（シャットダウン）などでは停止時にも大きな負荷がかかるため、ICASでのMTBFが短くなる傾向がある。

## 算出方法
MTBF = システムの稼働時間 / 故障回数 で求めることができる。
実際にはある特定のシステムを何時間も監視するのではなく、同じシステムを何個も監視し、個々の動作時間を合計した総動作時間を使ってMTBFを算出する。例えば1個のシステムについて100万時間稼働させ、10回故障したと仮定すると、MTBFは10万時間である。しかし100万時間（約114年）ものあいだシステムを監視し続けることは現実には不可能である。そこで実際には同じシステムを10万個用意するなどして100時間（約4日）だけ監視することで延べ1000万時間稼働したと仮定する。この100時間のあいだに10万個のうち100個が故障したならば、やはりMTBFは10万時間である。
上述の2つの例は、MTBFが同じであるにもかかわらず、直感的には前者の方が信頼性が高いように思える（誕生日のパラドックス）。これは後者の試験方法では磨耗や経年劣化を考慮しないためである。例えば、前者のように長期間かつ少数のサンプルを用いる試験方法では、サンプルは摩耗故障すると仮定できる。この場合、製品利用者は初期不良品を運悪く引かない限り、10年程度の耐用年数を期待して良い。その一方で、短時間かつ大量のサンプルを用いる後者は、4日間しか試験していないため10年使えるかは分からない。
これは必ずしもMTBFが無意味だということではない。例えば、利用者が大量の製品を購入し、耐用年数に到達する前に製品を交換するよう運用する場合、初期不良率やランダム故障期の故障率が問題になる。MTBFやその逆数の故障率が重要となる。

## コンピュータシステム
コンピュータシステムの信頼性を総合的に評価する基準として、RAS、RASISという概念が存在する。
- Reliability（信頼性）
- Availability（可用性）
- Serviceability（保守性）
- Integrity（保全性）
- Security（機密性）

信頼性（Reliability）は、システムが安定して稼働し続けている時間でMTBFが一指標である。これと対になる指標として保守性（Serviceability）が挙げられる。平均修復時間（Mean Time To Repair、MTTR）は、システムの保守性をあらわす指標であり、修理に費やされる平均的な時間から算出される。
MTBF（信頼性の指標）とMTTR（保守性の指標）から、システムにおける可用性（Availability）の指標である稼働率が導かれる。MTBFが大きくMTTRが小さいシステムほど可用性が高く、総合的な信頼性が高いシステムであるといえる。

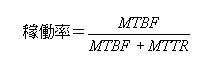
稼働率の求め方